# Humberto Brenes
Humberto Brenes (San José, 8 mei 1951) is een professioneel pokerspeler uit Costa Rica. Hij won onder meer het $2.500 Limit Hold'em- en het $2.500 Pot Limit Omaha-toernooi van de World Series of Poker 1993. Hij liep in december 2004 nipt zijn eerste titel op de World Poker Tour (WPT) mis toen hij tweede werd in het $15.000 No Limit Hold'em-toernooi van de World Poker Classic 2004 (waarmee hij wel $923.475,- verdiende).
Brenes won tot en met juni 2014 meer dan $6.100.000,- in pokertoernooien,cashgames niet meegerekend. Hij maakt deel uit van een door PokerStars gesponsorde groep pokerprofessionals genaamd 'Team PokerStars'. Brenes woont in San José met zijn vrouw en drie kinderen.

## Carrière
Brenes begon zijn carrière in het gokken door het spelen van baccarat, maar schakelde over op pokeren. Hij begon toernooien te spelen in 1974 en werd een regelmatige toernooispeler in 1988. Het Main Event van de World Series of Poker (WSOP) 1987 was het eerste WSOP-toernooi waarop hij zich in het geld speelde. Het was het begin van een reeks die op de World Series of Poker 2011 belandde bij zijn zestigste WSOP-prijs.
Brenes won twee toernooien op de World Series of Poker 1993 en bereikte in 2004 twee finaletafels in toernooien van de World Poker Tour (WPT). Hij was verschillende keren dicht bij het winnen van meer WSOP-titels. Zo werd hij tweede in:
- het $2.500 No Limit Hold'em-toernooi van de World Series of Poker 1992 (achter Lyle Berman)
- het $5.000 Limit Hold'em-toernooi van de World Series of Poker 1995 (achter Mickey Appleman)
- het $5'.000 Seven-Card Stud-toernooi van de World Series of Poker 1996 (achter Henry Orenstein) en
- het $3.000 Limit Hold'em-toernooi van de World Series of Poker 1999 (achter Josh Arieh)

Brenes bereikte samen met Phil Hellmuth het hoogste aantal in the money-plaatsen (acht) op de World Series of Poker 2006. Hij won het World Poker Open 2002, één jaar voor dat toernooi onderdeel werd van de toen nog niet opgerichte World Poker Tour. Daarmee streek hij $502.460,- op.

## Kenmerkend
Brenes draagt doorgaans trainingspakken en een zonneklep tijdens het poker en zet regelmatig twee brillen op elkaar. Hij gebruikt altijd een miniatuurhaaitje om op zijn kaarten te zetten, waaraan hij zijn bijnaam The Shark dankt. Twee van zijn broers, Alex Brenes en Eric Brenes, hebben World Poker Tour-titels gewonnen.

## World Series of Poker-titels
| Jaar                       | Toernooi               | Prijs      |
| -------------------------- | ---------------------- | ---------- |
| World Series of Poker 1993 | $2.500 Limit Hold'em   | $149.000,- |
| World Series of Poker 1993 | $2.500 Pot Limit Omaha | $128.000,- |